# Furor (1896)
El Furor fue un destructor de la Clase Furor de la Armada Española, que luchó en la Batalla naval de Santiago de Cuba durante la Guerra hispano-estadounidense.

## Características técnicas
El Furor fue construido en el Reino Unido. Fue puesto en grada el 21 de febrero de 1896 en los astilleros Clydebank Engineering & Shipbuilding Co., siendo botado en abril del mismo año y completado el 21 de noviembre de 1896. Tenía tres chimeneas. Figuraba como un destructor de buques torpederos, diseñado para proteger buques mayores contra los ataques de los torpederos, pero también para atacar a buques mayores con sus propios torpedos.

## Historia operacional
Como las tensiones entre España y los Estados Unidos subían en 1898, el Plutón formó parte de la primera escuadra de la Armada española mandada por el Vicealmirante Pascual Cervera y Topete. Se ordenó a la escuadra concentrarse en San Vicente. El Furor, junto con el crucero protegido Infanta María Teresa, el crucero acorazado Cristóbal Colón y los destructores Plutón y Terror partieron de Cádiz el 8 de abril de 1898 y llegaron a San Vicente el 14 de abril de 1898. Los buques experimentaron problemas mecánicos y consumieron más carbón del esperado durante el trayecto. La escuadra se vio reforzada con la llegada de dos cruceros protegidos, el Almirante Oquendo y el Vizcaya.
La Guerra hispano-estadounidense comenzó mientras el Furor estaba en San Vicente. Debido a la neutralidad de Portugal, de acuerdo con el Derecho internacional se ordenó que debían abandonar San Vicente en 24 horas desde la declaración de guerra, El Furor y el resto de la escuadra de Cervera partió el 29 de abril con rumbo a San Juan de Puerto Rico. A causa de los continuos problemas mecánicos y al bajo nivel de carbón, el Furor y sus compañeros intentaron repostar en Martinica el 10 de mayo. Mientras el Plutón y los cruceros permanecían en aguas internacionales, el Furor y el Terror entraron en Fort-de-France para solicitar un suministro de carbón. Francia, que era neutral, se negó a suministrar el carbón a la escuadra española. 
Poco antes, el crucero auxiliar estadounidense USS Harvard había abandonado el puerto, y las autoridades francesas les anunciaron oficialmente que, de acuerdo con las leyes internacionales, los destructores no podrían abandonar el puerto hasta 48 horas después que el Harvard, es decir, hasta el 13 de mayo. El Terror se encontró entonces inmovilizado con problemas en su motor, por lo que el comandante de la flotilla de destructores, el Capitán de Navío Fernando Villaamil, llevó el Furor fuera del puerto el 12 de mayo de 1898 bajo la excusa de probar sus motores, llegando a aguas internacionales 24 horas antes.
Excepto el Terror, que permaneció en Fort-de-France debido a sus problemas mecánicos, partieron el 12 de mayo de 1898 hacia Curaçao, donde Cervera esperaba carbonear. Cervera llegó a Willemstad el 14 de mayo, pero Holanda también se declaró neutral y, forzada por su estricta neutralidad, sólo permitió al Vizcaya y al Infanta María Teresa entrar a puerto para cargar solamente 600 toneladas de carbón. El 15 de mayo, los buques de Cervera partieron, pero no podían dirigirse a San Juan de Puerto Rico, que se encontraba bloqueada por la U.S. Navy pero aún podían acudir a Santiago de Cuba en la costa sudeste de Cuba, a donde llegaron el 19 de mayo de 1898. Cervera esperaba reparar sus buques antes de verse atrapado. Su escuadra se vio bloqueada cuando la escuadra estadounidense llegó el 27 de mayo y comenzó un bloqueo que duró 37 días.
Durante el bloqueo, el Furor y los otros buques sufrieron algún bombardeo naval por parte de los buques estadounidense. En uno de ellos recibió un impacto el 6 de junio, sin causar ningún daño serio. Algunos de sus tripulantes se unieron a las brigadas navales que luchaban contra el Ejército de los Estados Unidos por el control de Santiago de Cuba.
A principios de julio, cuando la caída de Santiago era evidente, Cervera decidió que la única esperanza de su escuadra era tratar de escapar a mar abierto para huir del bloqueo. La fecha elegida para intentar romper el bloqueo fue el 3 de julio. La tripulación del Furor regresó de las brigadas navales el 2 de julio de 1898 y se preparó para la acción. El Furor sería el quinto buque en partir durante la escapada siguiendo a los cuatro cruceros y precediendo al Plutón. Mientras el Infanta María Teresa se sacrificaba en un ataque rápido contra el USS Brooklyn, el Furor y los otros evitarían la acción con toda la velocidad que eran capaces.
Al amanecer del 3 de julio, los buques españoles se pusieron en marcha, comenzando la Batalla naval de Santiago de Cuba.
Los acorazados y cruceros acorazados estadounidense abrieron fuego sobre los dos destructores en cuanto aparecieron por el canal, impactándoles en varias ocasiones, pero inmediatamente concentraron su atención sobre los cruceros. Los dos destructores dañados pusieron su máxima velocidad perseguidos solo por el yate armado USS Gloucester, un buque con menos armamento que los destructores, pero más rápido y no dañado. El Gloucester impactó a ambos destructores en repetidas ocasiones. 
Demasiado dañado para continuar, el Plutón se perdió cerca de la playa en la Bahía Cabañas. Ahora solo, el Furor sobrevivió solo cinco minutos más. El Furor estalló y se hundió a una milla de la costa a una profundidad de unos 1000 m. 
El capitán de navío Villaamil murió a bordo del Furor, al igual que la mitad de su tripulación. Algunos tripulantes murieron cuando los cubanos insurgentes comenzaron a disparar a los marineros españoles que se encontraban a lo largo de la costa. Otros supervivientes fueron rescatados por marinos de los Estados Unidos en pequeños botes.

### Buques de la clase
- Plutón
- Terror
- Audaz
- Osado
- Proserpina

### Listas relacionadas
- Anexo:Destructores de España